# Права истина
Права истина (енгл. The Whole Truth) амерички је филмски трилер из 2016. Режију потписује Кортни Хант, по сценарију Николаса Казана. Глумачку поставу предводи Кијану Ривс, који тумачи адвоката одбране који води случај тинејџера оптуженог за убиство свог оца.

## Радња
Судски бранилац Ричард Ремзи прима приватан случај кад обећа својој пријатељици удовици, Лорети Ласитер, да њен син Мајк неће отићи у затвор. Терете га за убиство свога оца. Мајк на почетку призна злочин. Али у току испитивања, открије се какав је заправо био Бун Ласитер. Док Ремзи то користи да би доказао да је његов клијент невин, његова нова колегица Џанел жели дубље да истражи — и сазнаје да је права истина нешто што само она може да открије.

## Улоге
| Глумац         | Улога          |
| -------------- | -------------- |
| Кијану Ривс    | Ричард Ремзи   |
| Рене Зелвегер  | Лорета Ласитер |
| Гугу Мбата Ро  | Џанел Брејди   |
| Гејбријел Басо | Мајк Ласитер   |
| Џим Белуши     | Бун Ласитер    |
| Џин Клок       | Лебланк        |
| Шон Бриџерс    | Артур Вестин   |
| Кристофер Бери | Џек Лагранд    |